# 10278 Virkki
10278 Virkki este o planetă minoră (asteroid), cu un diametru de 2,649 km, din centura de asteroizi. A fost descoperită pe 2 martie 1981 la Observatorul Siding Spring de Schelte J. Bus și a fost numită după Anne Virkki⁠(d). 
Obiectul prezintă o orbită caracterizată de o semiaxă mare de 2,1578042 UAi, o excentricitate de 0,17, o înclinație de 0,92987 ° în raport cu ecliptica.